# Betiana Blum
Beatriz Ana Blum Flores (Charata, Chaco; 24 de julio de 1939), conocida artísticamente como Betiana Blum, es una primera actriz y directora teatral argentina.

## Biografía
Nacida en la provincia del Chaco, decidió radicarse en Buenos Aires para estudiar Letras, pero allí resuelve abocarse a la actuación. Inició su carrera actoral en 1964 en Sombras en el Cielo, de Juan Berend. Luego siguió en el medio televisivo a fines de los años 1960 en el ciclo Nuestra galleguita, y en este medio se consagró en Rosa...de lejos, que fue llevada al cine.
Participó en más de 30 películas, entre ellas La sartén por el mango, Bodas de cristal, Un mundo de amor, Los irrompibles y Bajo bandera, entre otras. Por su labor en La sartén por el mango fue elegida Revelación Femenina de 1972, y cumplió sus mejores roles en Atrapadas, Esperando la carroza, De eso no se habla y Convivencia. En 1972 realizó un breve rol para Malevo, emitido por Canal 9, que se mantuvo en el aire durante dos años. Comenzó haciendo personajes dramáticos en series taquilleras como Juana rebelde, de 1978, con guiones de Abel Santa Cruz.
Se consagró en los años 1980 interviniendo en todos los medios. En 1980 tuvo un papel en la obra de teatro Homenaje, de Bernard Slade, protagonizada por Pepe Soriano, Fernanda Mistral y Elsa Berenguer. Participó  también en obras como El rehén, Camaralenta, Camino Negro y La gaviota, entre otras. También participó en televisión en ciclos como Atreverse, Alta comedia y Situación límite. En 1990 llegó un éxito teatral Nosotras que nos queremos tanto, junto a Mirtha Busnelli, Fernanda Mistral y Alicia Zanca en el teatro Lorange, también exhibida a Mar del Plata. A mediados de la década de 1990 intervino en Alta comedia, con Arturo Bonín, y Ricos y famosos, con Natalia Oreiro. Ambas fueron transmitidas en varias oportunidades con distintos elencos a lo largo de los años.
Su primer labor exitoso en la década del 2000 ocurrió en Soy gitano, donde tuvo de galán a Osvaldo Laport y estuvo acompañada por un gran elenco. Gran actriz de reparto en comedia, también se la pudo apreciar en Mujeres asesinas como Ana María Soba, ciclo de terror auspiciado por Pol-Ka Producciones. En 2007 intervino en la comedia Los cuentos de Fontanarrosa, que ganó un premio Martín Fierro al año siguiente. Por Telefé, interpretó a una abuela en el programa Televisión por la identidad, basada en los hechos ocurridos durante la última dictadura militar argentina, entre 1976 y 1983, que recibió, entre otros, un premio Emmy a la Mejor miniserie. En 2008 ganó un premio Cóndor de Plata como Mejor actriz de reparto por su labor en Tocar el cielo. En 2009 estrenó la segunda parte de Esperando la carroza, que había obtenido un éxito rotundo a mediados de los años 1980; sin embargo en esta secuela no se mantuvo el elenco anterior y no tuvo mucha popularidad ni éxito en taquilla y crítica.
En 2009 y a principios de 2010 actuó en televisión en Valientes, junto a Julieta Díaz, Luciano Castro y Arnaldo André, encarnando a Argentina Próspera Varela, una mujer con mala suerte, que, sin embargo, tiene buen humor. Integra al personaje una forma obsesiva y graciosas, que lo destacan. Entre fines de 2009 y principios de 2010, además de llevarse a cabo la telenovela por Canal 13, que llegó a alcanzar 30 puntos de índice de audiencia, en el Teatro América de Mar del Plata participó de la temporada teatral de Valientes, que solo mantuvo una parte del elenco original.
En 2011 volvió a la pantalla chica en Herederos de una venganza, trabajando junto a Luciano Castro y Romina Gaetani, en donde interpretó a Delicia Leiva, una mujer que vive en un pueblo y donde la producción de vino lo es todo. Su personaje trabaja en los viñedos y como ama de casa, y es madre de Lucas y Mercedes Leiva.

## Filmografía
| Año  | Título                       | Personaje         | Notas                    |
| ---- | ---------------------------- | ----------------- | ------------------------ |
| 1964 | Sombras en el cielo          | Vendedora         | Cameo                    |
| 1966 | Un amor de clases            | Rosa              |                          |
| 1968 | Ella de mujer                | Mujer             | Cortometraje             |
| 1970 | Emboscada por la ley         | Cristina Urraga   |                          |
| 1972 | La sartén por el mango       | Lucy              |                          |
| 1974 | Muñequitas de medianoche     | Emilia            |                          |
| 1975 | Carmiña: Su historia de amor | Elvira            |                          |
| 1975 | Las procesadas               | Martina           |                          |
| 1975 | Bodas de cristal             | Carolina          |                          |
| 1975 | Los irrompibles              | Dorys Clayton     |                          |
| 1975 | Un mundo de amor             | Estela            |                          |
| 1976 | La noche del hurto           | Andrea            |                          |
| 1976 | El campo                     | Elisa             |                          |
| 1977 | Las turistas quieren guerra  | Alicia            |                          |
| 1977 | Un toque diferente           | Verónica          |                          |
| 1977 | Acto de posesión             | Aurora            |                          |
| 1980 | Rosa de lejos                | Teresa            |                          |
| 1981 | El patio                     | Amanda            | Película para televisión |
| 1984 | Juego perverso               | Victoria          |                          |
| 1984 | Atrapadas                    | Martina Cuellar   |                          |
| 1985 | Esperando la carroza         | Nora de Musicardi |                          |
| 1985 | Sin querer queriendo         | Elena             |                          |
| 1986 | Te amo                       | Barnarda "Coca"   |                          |
| 1986 | Los insomnes                 | Sandra            |                          |
| 1991 | El entretenedor              | Ana               |                          |
| 1993 | Convivencia                  | Aurora            |                          |
| 1993 | De eso no se habla           | Madama            |                          |
| 1995 | Las soltera                  | Lucía             |                          |
| 1997 | Bajo bandera                 | Bonaveda          |                          |
| 1997 | Momentos robados             | Carina            |                          |
| 1997 | Noche de ronda               | Laura             |                          |
| 1999 | El secreto de los Andes      | Madre de Lola     |                          |
| 1999 | Esa maldita costilla         | Rosa              |                          |
| 1999 | El mar de Lucas              | Ana               |                          |
| 2001 | El vestido de terciopelo     | Malvina           | Película para televisión |
| 2004 | Arkin                        | Amparo            | Cortometraje             |
| 2005 | Reinas                       | Ofelia            |                          |
| 2006 | Ciudad en celo               | Marta             |                          |
| 2007 | Tocar el cielo               | Gloria            |                          |
| 2009 | Esperando la carroza 2       | Nora de Musicardi |                          |
| 2011 | Road July                    | Silvia            |                          |
| 2012 | Extraños en la noche         | Susana            |                          |
| 2012 | Otro corazon                 | Julia             |                          |
| 2014 | Las chicas del 3º            | Celia             |                          |
| 2014 | La serpiente                 | Flora             | Cortometraje             |
| 2016 | Un hada                      | Lilia             | Cortometraje             |
| 2018 | Perdiendo el control         | Mercedes          |                          |
| 2018 | Todavía                      | Aralia            |                          |
| 2019 | El día que me muera          | Dina              |                          |
| 2019 | Shalom Taiwán                | Roxana            |                          |
| 2020 | Corazón loco                 | Amatista          |                          |
| 2021 | Mientras estes               | Nancy             |                          |
| 2022 | Matrimillas                  | Alicia            |                          |
| 2022 | Lennons                      | Margarita         |                          |
| 2023 | Los bastardos                | Margarita Ríos    |                          |
| 2023 | Kiribati                     | Martha            |                          |
| 2023 | Video Seis                   | Mara              |                          |

## Teatro
| Año       | Título                |
| --------- | --------------------- |
| 1968      | Tentempié             |
| 2012-2013 | Humores que matan     |
| 2017      | Mi familia es así     |
| 2018      | La pipa de la paz     |
| 2018-2019 | Mentiras inteligentes |
| 2023      | Coqueluche            |

## Televisión
| Año       | Título                         | Personaje                                                 |
| --------- | ------------------------------ | --------------------------------------------------------- |
| 1960      | Monte-Hermoso                  | Verónica                                                  |
| 1960      | Doctores y Doctoras            | Juana                                                     |
| 1961      | Los 7 locos y los lanzallamas  | María                                                     |
| 1962      | Dulce Angel                    | Nicole Medrano                                            |
| 1962      | La historia antigua            | Cecilia                                                   |
| 1963      | Los millonarios                | Lucía Castellano                                          |
| 1963      | La bella y la bestia           | Gabriela Pérez Montenegro                                 |
| 1964      | Abismo de olvido               | Norma Tovar                                               |
| 1965      | Historias de entrecasa         | Beatriz                                                   |
| 1965      | Su comedia favorita            | Varios                                                    |
| 1965      | Cinco pisos en las nubes       | Rosario Perdice                                           |
| 1965      | Rebelion escolar               | Elena Olivan                                              |
| 1966      | Historias inquietantes         | Varios                                                    |
| 1966      | Cuatro hombres para Eva        | Leticia                                                   |
| 1966      | Griselda, la gitana rubia      | Ruth Blanco                                               |
| 1967      | La familia Mores               | Angela Mores                                              |
| 1969      | Ave de Fe                      | Virginia Valdés                                           |
| 1969      | Nuestra galleguita             | Elvira Giordano                                           |
| 1970      | Historias para no creer        | Marisa                                                    |
| 1970      | Los parientes de la galleguita | Elvira Garnica                                            |
| 1970      | La historia de Elvira          | Elvira Garnica                                            |
| 1970      | Corazon Salvaje                | Azucena de Montenegro                                     |
| 1971      | La comedia del domingo         | Varios                                                    |
| 1971      | Uno entre nosotros             | Mariana Allen                                             |
| 1971      | Hospital Privado               | Dra. Pamela Soria                                         |
| 1971      | Los canteros                   | Erika Isubaki                                             |
| 1972      | La Fiera                       | Isabel Contreras                                          |
| 1972-1973 | Malevo                         | Mujer del barco                                           |
| 1972-1973 | Mi dulce enamorada             | Clara García                                              |
| 1972-1973 | Cacho de la esquina            | Laura                                                     |
| 1972-1973 | Carmiña                        | Elvira                                                    |
| 1973      | Alta comedia                   | Sofía "Ep: Mayerling"                                     |
| 1973      | El teatro de Norma Aleandro    | Varios                                                    |
| 1973      | El hogar que yo robe           | Amelia Samaniego / Andrea Velarde de Aguilar              |
| 1974      | El teatro de Jorge Salcedo     | Secretaria "Ep: Carlos Vergara, escritor"                 |
| 1974      | Cachilo                        | Nora                                                      |
| 1975      | Alta comedia                   | Ana "Ep: El mal amor"                                     |
| 1975      | Dos hermanas                   | Leticia Altamira Najera                                   |
| 1975      | Sembraderos                    | Rocío Fúnes                                               |
| 1976      | Los años pasados               | María Santos "María T"                                    |
| 1976      | Recordar los años              | María Santos "María T"                                    |
| 1977      | Flor de barro                  | Viviana Miguenz vda de Peña                               |
| 1978      | Juana rebelde                  | Lucrecia                                                  |
| 1978      | Cita con la muerte             | Marcia                                                    |
| 1978      | El combate                     | Silvia                                                    |
| 1979      | Se necesita una ilusión        | Mónica                                                    |
| 1979-1980 | Profesión, ama de casa         | Luciana Rosso                                             |
| 1980-1981 | Rosa de lejos                  | Teresa                                                    |
| 1981      | Los especiales de ATC          | Lucía "Ep: Proceso a Jesús"                               |
| 1981      | Los especiales de ATC          | Milagros "Ep: Proceso a cuatro monjas"                    |
| 1981-1982 | Lo imperdonable                | Alejandra Plaza de Fonseca / Andrea Rivarola              |
| 1982      | Las 24 horas                   | Laura "Ep: Antes del año nuevo"                           |
| 1982      | Las 24 horas                   | Karina "Ep: Antes del Sorteo"                             |
| 1982      | Situación límite               | Varios                                                    |
| 1984      | Así o asá                      | Varios                                                    |
| 1984      | Compromiso                     | Zulma "Ep: Los que no saben llorar"                       |
| 1985      | Mañana sera un dia mejor       | Gabriela Cebaños                                          |
| 1985      | Juana Iris                     | Olga                                                      |
| 1986      | Éramos tan jóvenes             | Irene Díaz                                                |
| 1986      | Frente al sol                  | Soledad "Chole" Buenrostro                                |
| 1987      | Despues del atardecer          | Soledad "Chole" Buenrostro                                |
| 1987      | Ficciones                      | Amelia "Ep: Las ratas"                                    |
| 1987      | Vínculos                       | Esther                                                    |
| 1987      | Cuatro Princesas               | Mariana Montero Arango                                    |
| 1987      | Apuestas por amor              | Adelina vda de Flores                                     |
| 1988      | Plomera de mi barrio           | Betiana Cruz                                              |
| 1989      | Por amor al arte               | Marta Larrosa                                             |
| 1990      | Atreverse                      | Varios                                                    |
| 1990      | La bonita pagina               | Ella misma (cameo)                                        |
| 1991      | Amor de pura sangre            | Claudia Valencia vda de Duran                             |
| 1991      | 1000 sentimientos              | Dolores Claus de Vargas                                   |
| 1992      | Amores                         | Varios                                                    |
| 1992      | Teatro como en el teatro       | Varios                                                    |
| 1992      | De cuerpo y alma               | Jimena de Albarran                                        |
| 1993-1996 | Alta comedia                   | Varios                                                    |
| 1993      | Diosas y Reinas                | Gala                                                      |
| 1994      | El vuelo del águila            | Mónica Ocampo                                             |
| 1996      | Verdad consecuencia            | Josefina                                                  |
| 1997      | Ricos y famosos                | Emilia                                                    |
| 1997      | Sueltos                        | Eleonora                                                  |
| 1999-2001 | Campeones de la vida           | Clelia D’Alessandro                                       |
| 2001      | Tiempo final 2                 | Delia "Ep: Taxiboys"                                      |
| 2001      | Las amantes                    | Andrea                                                    |
| 2001      | Cuentos de películas           | Romina                                                    |
| 2002      | Poné a Francella               | Paciente en Cuidado hospital                              |
| 2003      | Soy gitano                     | Alba Esther Soto                                          |
| 2004-2005 | Los secretos de papá           | Eloísa Reyes                                              |
| 2005      | Mujeres asesinas               | Ana María Soba "Ep7: Ana María Soba, heredera impaciente" |
| 2005      | Mujeres asesinas               | Luisa "Ep21: Carmen, hija"                                |
| 2006      | Amo de casa                    | Paulina "Patita"                                          |
| 2006      | Un cortado, historias de café  | Inés                                                      |
| 2007      | Los cuentos de Fontanarrosa    | Amalia                                                    |
| 2007      | Televisión por la identidad    | Celia "Ep3: Nietos de la esperanza"                       |
| 2009-2010 | Valientes                      | Argentina Prospera Varela / de Gómez-Acuña                |
| 2010      | Para vestir santos             | Gloria                                                    |
| 2011-2012 | Herederos de una venganza      | Delicia Leiva                                             |
| 2012      | Graduados                      | Nanú "Mamita" Arregui                                     |
| 2013      | Mi viejo verde                 |                                                           |
| 2014      | Camino al amor                 | Amanda Rossi                                              |
| 2016-2020 | Si solo si                     | Estela                                                    |
| 2017      | Quiero vivir a tu lado         | Graciela de Justo                                         |
| 2022      | El buen retiro                 | Julieta                                                   |

| Año  | Título             | Canal | Rol        |
| ---- | ------------------ | ----- | ---------- |
| 2005 | Afectos especiales | TVP   | Conductora |

## Videoclips
| Año  | Video         | Rol               | Artista         |
| ---- | ------------- | ----------------- | --------------- |
| 2022 | Amor pasajero | Madre de la novia | Sebastián Yatra |

## Premios y nominaciones de TV
| Año  | Premio                           | Categoría                                     | Trabajo nominado                                    | Resultado |
| ---- | -------------------------------- | --------------------------------------------- | --------------------------------------------------- | --------- |
| 1991 | Premio Konex - Diploma al Mérito | Actriz de Comedia Cine y Teatro               | Período 1981-1990                                   | Ganadora  |
| 2001 | Premio Martín Fierro             | Actriz de reparto                             | Campeones de la vida                                | Ganadora  |
| 2004 | Premio Martín Fierro             | Actriz de reparto                             | Soy gitano                                          | Nominada  |
| 2005 | Premio Martín Fierro             | Actriz de reparto en Comedia                  | Los secretos de papá                                | Nominada  |
| 2008 | Premio Martín Fierro             | Actriz Protagonista de Unitario y/o Miniserie | Televisión por la identidad Cuentos de Fontanarrosa | Nominada  |
| 2010 | Premio Martín Fierro             | Actriz Protagonista de Novela                 | Valientes                                           | Nominada  |
| 2011 | Premio Martín Fierro             | Actriz de reparto                             | Para vestir santos                                  | Ganadora  |
| 2013 | Premio Martín Fierro             | Participación Especial en Ficción             | Graduados                                           | Nominada  |